# ノイバラ
ノイバラ（野茨、学名: Rosa multiflora）は、バラ科の落葉性のつる性低木。ノバラ（野薔薇）ともいう。日本のノバラの代表的な種。南西諸島以外の日本各地の山野に多く自生し、枝に鋭いトゲがある。赤い果実は、利尿や便秘の治療に薬用される。

## 名称
和名の由来は、とげが多い木であることから、元々有棘の低木類のバラを茨（いばら）と呼んでいて、野生であることから「野」がついてノイバラとなったものである。別名ノバラ（野バラ）とも呼び親しまれ、日本のバラの代表的な原種である。身近に見られるいわゆる「野バラ」は、大半が本種である。古名はウバラあるいはウマラで、転じてノバラになったとされる。イバラは棘がある小低木のバラ類の総称であったが、次第に特定植物の名称になった。
学名（種小名） multiflora の由来は、白い花を房状に沢山つけるところから、ラテン語で「花が多い」を意味する。

## 分布と生育環境
日本の北海道から九州まで、国外では朝鮮半島に分布する。
山地の林縁、原野、野原、草原、道端、河岸に自生し、日当たりのよい山野のヤブや河川敷など、攪乱（かくらん）の多い場所によく生え、刈り込まれてもよく萌芽する、雑草的な性格が強い。

## 特徴
つる性落葉の低木。日本を代表する野生のバラで、高さは1 - 3メートル (m) ぐらいになる。茎は半つる性で、細く長く伸び、直立または半直立でよく枝分かれして、茂みとなって繁茂する。ふつう枝には鋭いとげがあって、時にとげのないものもある。高さ2 mほどに伸びて斜めに立ち上がるようになると、茎はしなだれるようになり、他の木にとげを引っかけて持たれるようにして伸びていく。とげは表皮が変形したもので、葉腋の下に1対つき、赤褐色で下向きに歪曲している。樹皮は灰褐色や黒紫色、若い枝は緑色か紅紫色。成木になると樹皮は縦に裂けて薄片となって剥がれてトゲはなく、若い幹にはトゲが残る。
葉はバラ科に特徴的な奇数羽状複葉で互生し、小葉が2 - 4対、5 - 9枚つき、全体の長さは10センチメートル (cm) ほどになる。小葉は、長さ2 - 5 cmほどの楕円形・長楕円卵形・卵形で、頂小葉は側小葉よりもやや大きい。葉縁には細かい鋸歯があり、葉身は薄くて軟らかくしわがあり、表面は光沢がなく無毛、裏面は軟毛が密生する。小葉がついている葉軸には、軟毛と小さなとげがある。葉柄の基部には櫛形の托葉がつき、葉柄に合着していて縁に細かい切れ込みがある。
花期は初夏（4 - 6月）。円錐花序で、枝の端に白色の花を房状に多数つける。個々の花は径25 - 30ミリメートル (mm) 程度、白色の若干乱れた形の5弁花で野趣があり、花びらは先端が浅いハート形の凹んだ丸形で、やさしい芳香がある。雄しべは黄色く多数つき、雌しべは合着して1本になった花柱が花の中央に立つ。
果期は秋（9 - 10月）で、球形で固い果実（正確には偽果）が結実し、赤く熟して目立つ。偽実は萼筒が肥大したもので、直径6 - 10 mmの球形で、先端には萼片が残る。果皮は薄くて堅くつやがあり、その中に5 - 12個の痩果が入っている。落葉後も冬まで果実は残っているが、やがて黒く変色する。
冬芽は短枝の先端につく仮頂芽や、側芽が互生してつき、形は小さな円錐形やイボ状で、4 - 6枚の芽鱗に覆われる。落葉後の葉痕は細長い三日月状か横線形をしていて、維管束痕は3個あるが不明瞭。
道端にも多く出現し、棘が多いので雑草としては嫌われる。刈り取っても根本から萌芽し、根絶は難しい。除草剤がよく効くほか、小さいものは根ごと掘り返して対策する。
- 花を咲かせたノイバラ
- 花
- 果実は秋に赤く熟す

## 栽培
春の発芽前に、昨年生の切り取った枝を挿し木で繁殖させる。小枝が多く出てやぶになるので、混雑したら剪定して短く仕立て上げる。

## 利用
各種バラの品種改良に使われ、園芸品種に房咲き性をもたらした基本原種である。園芸用バラ類の接ぎ木の台木に使われ、台木として重要である。挿し木したものよりも、実生のほうがよい台木になるといわれている。
花は芳香があり蒸留して香水の原料にするほか、
花材としても使われ、実もリースなどに使われる。赤く完熟した果実は甘味があって食べることができ、また薬用にもなる。

### 薬用
果実（偽果）には、マルチフロリン、クエルセチン、ラムノグルコシドなどのフラボノイド（フラボン配糖体）と、リコピンを含んでいる。
マルチフロチンは少量摂取しても緩下作用があるといわれている。また、利尿作用もあるといわれている。
果実は営実（えいじつ）と称し、瀉下薬、利尿薬になり、日本薬局方にも記載され、漢方薬として用いる。営実とは、赤い星（火星）の意に由来する。果実は落葉し始める10月ごろに採取した、青味が多少残り完全に紅熟しない半熟のものが良品とされ、天日干しで乾燥して仕上げる。
民間療法では、便秘に営実1日量2 - 10グラムを水400 - 600 ㏄で煎じて、3回に分けて服用する用法が知られている。ただし、腹痛や激しい下痢を引き起こすこともあり、用量には注意が必要となるので、はじめは少量から始め、効果を見ながら増量する。腎臓や脚気の浮腫には、1日量3 - 5グラムを水300 ccで煎じて、2 - 3回に分けて分服する用法が知られる。
エイジツエキスは、おでき、にきび、腫れ物に効果があるといわれていて、化粧品成分に利用されている。皮膚の保護作用、収れん作用、抗酸化性、美白性、保湿性、皮膚細胞の活性効果を持つ。民間療法では消炎作用を利用して、にきび、腫れ物に前記の煎液を冷ましてから使い、患部を洗ったり、ガーゼなどの布に含ませて冷湿布するのがよいとされる。

## 文化
- ノイバラの花言葉は、「素朴なかわいらしさ」[4]である。

- 古くはうまらあるいはうばらと呼ばれ、『風土記』と『万葉集』に登場する[注釈 1]。

「うまらの先に這いつく豆のように、私に絡みつくお前を、ふりほどいてまで行かねばならないのか」の意味である。
- 自分の妻をへりくだって言う謙辞に「荊妻」「荊婦」がある[14]。これは後漢の隠者である梁鴻（中国語版）の妻・孟光がイバラのかんざしを挿した故事による[15]。孟光は好道安貧（道を好み貧に安んず）な女性と言われ、山奥に隠遁する夫を敬い支えたことで賢妻として知られた[16]。

## 近縁種
- テリハノイバラ (Rosa luciae)  - 葉はクチクラ層が発達しているため光沢があり、つるが地面を這うが[10]、他の立木に絡みつくことが多い[5]。果実（偽果）は、ノイバラ同様の薬効があり利用される[5][10]。また花はノイバラより1か月ほど遅く咲き[5]、一回り大きく、数が少ない。